# المغرب في الألعاب البارالمبية الصيفية 2020
شارك المغرب في الألعاب البارالمبية الصيفية 2020 في طوكيو باليابان، خلال الفترة الممتدة من 25 أغسطس إلى 6 سبتمبر.

## أصحاب الميداليات
| الميدالية | اسم الرياضي(ة) | الرياضة     | المُسابقة                     | تاريخ التتويج |
| --------- | --- | ----------- | ---------------------------- | ------------- |
| ذهبية     | عبد السلام حيلي | ألعاب القوى | Men's 400 metres T12         | 2 سبتمبر      |
| ذهبية     | زكرياء الدرهم | ألعاب القوى | Men's shot put F33           | 4 سبتمبر      |
| ذهبية     | أيوب سادني | ألعاب القوى | Men's 400 metres T47         | 4 سبتمبر      |
| ذهبية     | أمين شنتوف | ألعاب القوى | Men's marathon - T12         | 5 سبتمبر      |
| فضية      | يسرى كريم | ألعاب القوى | Women's discus throw F41     | 1 سبتمبر      |
| فضية      | محمد أمكون | ألعاب القوى | Men's 400 metres T13         | 2 سبتمبر      |
| فضية      | فوزية القسيوي | ألعاب القوى | Women's shot put F33         | 2 سبتمبر      |
| فضية      | عز الدين النويري | ألعاب القوى | Men's shot put F34           | 4 سبتمبر      |
| برونزية   | سعيدة عمودي | ألعاب القوى | Women's shot put F54         | 31 أغسطس      |
| برونزية   | حياة الكرعة | ألعاب القوى | Women's discus throw F41     | 1 سبتمبر      |
| برونزية   | منتخب المغرب لكرة القدم للمكفوفين سمير بارا حسام غيلي كمال بوغلام عماد بركة سعيد المسلك أيوب حاديمي الحبيب أيت باجة زهير سنيسلة عبد الرزاق حطاب عبد العالي أيت الحاكم | كرة القدم   | كرة القدم الخماسية للمكفوفين | 4 سبتمبر      |

### الميداليات حسب الرياضة
| الميداليات حسب الرياضة | الميداليات حسب الرياضة | الميداليات حسب الرياضة | الميداليات حسب الرياضة | الميداليات حسب الرياضة |
| ---------------------- | ---------------------- | ---------------------- | ---------------------- | ---------------------- |
| الرياضة                |                        |                        |                        | المجموع                |
| ألعاب القوى            | 4                      | 4                      | 2                      | 10                     |
| كرة القدم الخماسية     | 0                      | 0                      | 1                      | 1                      |
| المجموع                | 4                      | 4                      | 3                      | 11                     |

### الميداليات حسب التاريخ
| الميداليات حسب التاريخ | الميداليات حسب التاريخ | الميداليات حسب التاريخ | الميداليات حسب التاريخ | الميداليات حسب التاريخ | الميداليات حسب التاريخ |
| ---------------------- | ---------------------- | ---------------------- | ---------------------- | ---------------------- | ---------------------- |
| اليوم                  | التاريخ                |                        |                        |                        | المجموع                |
| 1                      | 25 أغسطس               | 0                      | 0                      | 0                      | 0                      |
| 2                      | 26 أغسطس               | 0                      | 0                      | 0                      | 0                      |
| 3                      | 27 أغسطس               | 0                      | 0                      | 0                      | 0                      |
| 4                      | 28 أغسطس               | 0                      | 0                      | 0                      | 0                      |
| 5                      | 29 أغسطس               | 0                      | 0                      | 0                      | 0                      |
| 6                      | 30 أغسطس               | 0                      | 0                      | 0                      | 0                      |
| 7                      | 31 أغسطس               | 0                      | 0                      | 1                      | 1                      |
| 8                      | 1 سبتمبر               | 0                      | 1                      | 1                      | 2                      |
| 9                      | 2 سبتمبر               | 1                      | 2                      | 0                      | 3                      |
| 10                     | 3 سبتمبر               | 0                      | 0                      | 0                      | 0                      |
| 11                     | 4 سبتمبر               | 2                      | 1                      | 1                      | 4                      |
| 12                     | 5 سبتمبر               | 1                      | 0                      | 0                      | 1                      |
| المجموع                | المجموع                | 4                      | 4                      | 3                      | 11                     |

### الميداليات حسب الصنف
| الميداليات حسب الصنف(باقي التفاصيل) | الميداليات حسب الصنف(باقي التفاصيل) | الميداليات حسب الصنف(باقي التفاصيل) | الميداليات حسب الصنف(باقي التفاصيل) | الميداليات حسب الصنف(باقي التفاصيل) | الميداليات حسب الصنف(باقي التفاصيل) |
| ----------------------------------- | ----------------------------------- | ----------------------------------- | ----------------------------------- | ----------------------------------- | ----------------------------------- |
| الصنف                               |                                     |                                     |                                     | المجموع                             | النسبة المئوية                      |
| مُسابقات السيدات                     | 0                                   | 2                                   | 2                                   | 4                                   | 36.4%                               |
| مُسابقات الرجال                      | 4                                   | 2                                   | 1                                   | 7                                   | 63.6%                               |
| مُسابقات الزوجي                      | 0                                   | 0                                   | 0                                   | 0                                   | 0.0%                                |
| المجموع                             | 4                                   | 4                                   | 3                                   | 11                                  | 100%                                |

## المُشاركون
المصدر:
| الرياضة              | رجال | نساء | المجموع |
| -------------------- | ---- | ---- | ------- |
| ألعاب القوى          | 11   | 7    | 18      |
| كرة القدم الخماسية   | 10   | 0    | 10      |
| ركوب الدراجات        | 1    | 0    | 1       |
| رياضة القوة          | 0    | 3    | 3       |
| تايكوندو             | 1    | 2    | 3       |
| تنس الكراسي المتحركة | 1    | 1    | 2       |
| المجموع              | 24   | 13   | 37      |

## ألعاب القوى
تأهل اثنا عشر رياضيًا مغربيًا تلقائيًا في ألعاب القوى في بطولة الماراتون العالمية لألعاب القوى لذوي الاحتياجات الخاصة.
منافسات الرجال
| الرياضي            | المنافسة           | التصفيات | التصفيات | النهائي | النهائي | النهائي |
| الرياضي            | المنافسة           | النتيجة  | الرتبة   | النتيجة | الرتبة  |         |
| ------------------ | ------------------ | -------- | -------- | ------- | ------- | ------- |
| المهدي عفري        | 400 متر رجال T12   | 48.53    | 2        | 48.93   | 4       |         |
| أمين شنتوف         | ماراثون الرجال T12 | —        | —        |         |         |         |
| عبد الهادي الحارثي | ماراثون الرجال T46 | —        | —        |         |         |         |
| عبد السلام حيلي    | 400 متر رجال T12   | 48.78    | 1        | 47.59   | الأول   |         |
| نبيل رحالي عماري   | 400 متر رجال T12   |          |          |         |         |         |
| أيوب سادني         | 400 متر رجال T47   |          |          |         |         |         |

منافسات النساء
| الرياضية               | المنافسة                 | التصفيات | التصفيات | النهائي | النهائي | النهائي |
| الرياضية               | المنافسة                 | النتيجة  | الرتبة   | النتيجة | الرتبة  |         |
| ---------------------- | ------------------------ | -------- | -------- | ------- | ------- | ------- |
| مريم النورهي           | ماراثون النساء T12       | —        | —        |         |         |         |
| فاطمة الزهراء الإدريسي | سباق 1500 متر للنساء T13 |          |          |         |         |         |

منافسات النساء
| الرياضية      | المنافسة           | النهائي | النهائي | النهائي |
| الرياضية      | المنافسة           | النتيجة | النقاط  | المرتبة |
| ------------- | ------------------ | ------- | ------- | ------- |
| سعيدة عمودي   | دفع الثقل نساء F34 |         |         |         |
| حياة الكرعة   | رمي القرص نساء F41 |         |         |         |
| فوزية القسيوي | دفع الثقل نساء F33 |         |         |         |
| يسرى كريم     | رمي القرص نساء F41 |         |         |         |
| يسرى كريم     | دفع الثقل نساء F41 |         |         |         |

## كرة القدم الخماسية
تأهل منتخب المغرب لكرة القدم للمكفوفين إلى دورة الألعاب البارالمبية في طوكيو بعد فوزه بطولة أفريقيا لكرة القدم الخماسية للمكفوفين سنة 2019، والتي أُقيمت في إنوغو بنيجيريا.
دور المجموعات
| م | الفريق    | لعب | ف | ت | خ | أ.له | أ.ع | أ.ف | نقاط | التأهل                               |
| - | --------- | --- | - | - | - | ---- | --- | --- | ---- | ------------------------------------ |
| 1 | الأرجنتين | 3   | 3 | 0 | 0 | 7    | 1   | +6  | 9    | نصف النهائي                          |
| 2 | المغرب    | 3   | 1 | 1 | 1 | 4    | 3   | +1  | 4    | نصف النهائي                          |
| 3 | إسبانيا   | 3   | 1 | 1 | 1 | 2    | 3   | −1  | 4    | مباراة تحديد المركزين الخامس والسادس |
| 4 | تايلاند   | 3   | 0 | 0 | 3 | 0    | 6   | −6  | 0    | مباراة تحديد المركزين السابع والثامن |

| الأرجنتين        | 2–1   | المغرب    |
| ---------------- | ----- | --------- |
| إيسبينيو 3'، 15' | تقرير | سنيسلة 9' |

| تايلاند | 0–2   | المغرب         |
| ------- | ----- | -------------- |
|         | تقرير | سنيسلة 6'، 20' |

| المغرب     | 1–1   | إسبانيا    |
| ---------- | ----- | ---------- |
| سنيسلة 18' | تقرير | مارتين 30' |

نصف النهائي
| البرازيل        | 1–0   | المغرب |
| --------------- | ----- | ------ |
| بركة 28' (ه.ذ.) | تقرير |        |

مباراة الميدالية البرونزية
| الصين | 0–4   | المغرب                  |
| ----- | ----- | ----------------------- |
|       | تقرير | سنيسلة 4'، 8'، 18'، 30' |

## التايكوندو
سيكون الظهور الأول للتايكوندو في برنامج الألعاب البارالمبية، وتأهلت سكينة الصبار وفجار أكرماش للمنافسة في الألعاب البارالمبية الصيفية 2020 عن طريق التأهيل القاري الأفريقي، ورشيد إسماعيلي علوي عبر التصنيف العالمي.
| الرياضي            | المنافسة     | الجولة الأولى | الدور ربع النهائي | الدور نصف النهائي | النهائي | النهائي |
| الرياضي            | المنافسة     | مقابلةنتيجة   | مقابلة نتيجة      | مقابلة نتيجة      | الرتبة  |         |
| ------------------ | ------------ | ------------- | ----------------- | ----------------- | ------- | ------- |
| رشيد إسماعيلي علوي | رجال +75 كلغ |               |                   |                   |         |         |
| سكينة الصبار       | نساء -49 كلغ |               |                   |                   |         |         |
| فجر أكرماش         | نساء +58 كلغ |               |                   |                   |         |         |

## تنس الكراسي المتحركة
أهّل المغرب لاعبين اثنين لتنس الكراسي المتحركة.
| الرياضي        | المنافسة  | دور الـ 64   | دور الـ 32   | دور الـ 16   | ربع النهائي  | نصف النهائي  | النهائي / BM | النهائي / BM |
| الرياضي        | المنافسة  | مقابلة نتيجة | مقابلة نتيجة | مقابلة نتيجة | مقابلة نتيجة | مقابلة نتيجة | مقابلة نتيجة | الرتبة       |
| -------------- | --------- | ------------ | ------------ | ------------ | ------------ | ------------ | ------------ | ------------ |
| الحاج بوكرطاشة | رجال فردي |              |              |              |              |              |              |              |
| نجوى عوان      | نساء فردي | —            |              |              |              |              |              |              |